# Without a Trace – Spurlos verschwunden/Episodenliste
Diese Episodenliste enthält alle Episoden der US-amerikanischen Krimi-Fernsehserie Without a Trace – Spurlos verschwunden sortiert nach der US-amerikanischen Erstausstrahlung. Die Serie umfasst sieben Staffeln mit 160 Episoden.

## Übersicht
| Staffel | Episodenanzahl | Erstausstrahlung USA | Erstausstrahlung USA | Deutschsprachige Erstausstrahlung | Deutschsprachige Erstausstrahlung |
| Staffel | Episodenanzahl | Staffelpremiere      | Staffelfinale        | Staffelpremiere                   | Staffelfinale                     |
| ------- | -------------- | -------------------- | -------------------- | --------------------------------- | --------------------------------- |
| 1       | 23             | 26. September 2002   | 15. Mai 2003         | 3. September 2003                 | 3. März 2004                      |
| 2       | 24             | 25. September 2003   | 20. Mai 2004         | 9. Juni 2004                      | 12. November 2004                 |
| 3       | 23             | 23. September 2004   | 19. Mai 2005         | 4. März 2005                      | 11. November 2005                 |
| 4       | 24             | 29. September 2005   | 18. Mai 2006         | 3. März 2006                      | 15. März 2007                     |
| 5       | 24             | 24. September 2006   | 10. Mai 2007         | 31. Mai 2007                      | 25. Februar 2008                  |
| 6       | 18             | 27. September 2007   | 15. Mai 2008         | 3. März 2008                      | 15. August 2008                   |
| 7       | 24             | 23. September 2008   | 19. Mai 2009         | 7. August 2009                    | 23. Oktober 2009                  |

## Staffel 1
Die Erstausstrahlung der ersten Staffel wurde vom 26. September 2002 bis 15. Mai 2003 auf dem amerikanischen Sender CBS gesendet. Die deutschsprachige Erstausstrahlung sendete Pro Sieben vom 3. September 2003 bis 3. März 2004.
| Nr. (ges.) | Nr. (St.) | Deutscher Titel             | Originaltitel                      | Zusammenfassung | Erstausstrahlung USA | Deutschsprachige Erstausstrahlung (D) |
| ---------- | --------- | --------------------------- | ---------------------------------- | --- | -------------------- | ------------------------------------- |
| 1          | 1         | Das brave Mädchen           | Pilot                              | Jack und sein Team sollen das plötzliche Verschwinden der 28-jährigen Marketingfrau Maggie Cartwright aufklären. Der letzte, der sie lebend sah, war der Nachtportier. | 26. Sep. 2002        | 3. Sep. 2003                          |
| 2          | 2         | Das Geburtstagskind         | Birthday Boy                       | Jack und sein Team sind fieberhaft auf der Suche nach einem vermissten Jungen. Der elfjährige Gabe Feldman ist auf dem Weg ins Yankee-Stadion, wo seine Geburtstagsfeier stattfinden sollte, an einer U-Bahn-Haltestelle spurlos verschwunden. | 3. Okt. 2002         | 10. Sep. 2003                         |
| 3          | 3         | Lügen und Geheimnisse       | He Saw, She Saw                    | Emily Muller wird nach dem Einkauf im nahe gelegenen Einkaufszentrum von einem Parkplatz entführt. Trotz einer wilden Verfolgungsjagd kann ihr Ehemann Duncan sie nicht retten, als sie mit hoher Geschwindigkeit in ihrem eigenen Auto weggefahren wird. | 10. Okt. 2002        | 17. Sep. 2003                         |
| 4          | 4         | Endstation New York         | Between the Cracks                 | Das Team untersucht das Verschwinden eines 19-jährigen Models, welches einen halbfertig gepackten Koffer auf dem Bett in ihrer Wohnung hinterließ. | 17. Okt. 2002        | 24. Sep. 2003                         |
| 5          | 5         | Verdächtig                  | Suspect                            | Der 17-jährige Andy Deaver verschwindet aus einem privaten Internat. Jack vermutet sofort, dass der Schulleiter Graham Spaulding dafür verantwortlich ist. | 24. Okt. 2002        | 1. Okt. 2003                          |
| 6          | 6         | Zwei Leben                  | Silent Partner                     | Patrick Kent, ein leitender Angestellter einer New Yorker Firma unter dem Vorsitz seines Schwiegervaters, wird auf einem Flughafen in San Diego vermisst. Danny und Martin werden nach San Diego geschickt, um Nachforschungen anzustellen. Dort stellen sie fest, dass die beiden Koffer, die Patrick zum Flughafen gebracht hat, leer waren.                                                                        | 31. Okt. 2002        | 8. Okt. 2003                          |
| 7          | 7         | Mutterliebe                 | Snatch Back                        | Die dreijährige Abby verschwindet mit ihrer Nanny auf einem Ausflug in den Park. Das Team vermutet, dass die Arbeit ihrer Mutter Angela die Ursache für das Verschwinden des kleinen Mädchens sein könnte | 7. Nov. 2002         | 15. Okt. 2003                         |
| 8          | 8         | Little Big Man              | Little Big Man                     | William Hope, ein Teenager, der in einem Pflegeheim lebt, wird vermisst, nachdem er spätabends seine Arbeitsstelle in einem Burger-Restaurant verlassen hat. Zunächst spekuliert das Team, dass er möglicherweise weggelaufen ist. Dann ergeben die Ermittlungen jedoch, dass er einen älteren Bruder namens Aaron hat, der in der Vergangenheit wegen schwerwiegender krimineller Aktivitäten verurteilt worden war. | 14. Nov. 2002        | 22. Okt. 2003                         |
| 9          | 9         | In Extremis                 | In Extremis                        | – | 21. Nov. 2002        | 29. Okt. 2003                         |
| 10         | 10        | Mitternachtssonne           | Midnight Sun                       | – | 12. Dez. 2002        | 5. Nov. 2003                          |
| 11         | 11        | In einer kleinen Stadt      | Maple Street                       | – | 9. Jan. 2003         | 12. Nov. 2003                         |
| 12         | 12        | Der letzte Ausweg           | Underground Railroad               | – | 16. Jan. 2003        | 21. Jan. 2004                         |
| 13         | 13        | Der Fall Collins            | Hang On to Me                      | – | 30. Jan. 2003        | 26. Nov. 2003                         |
| 14         | 14        | Ein eiskalter Plan          | The Friendly Skies                 | – | 6. Feb. 2003         | 7. Jan. 2004                          |
| 15         | 15        | Die Entführung der Braut    | There Goes the Bride               | – | 20. Feb. 2003        | 10. Dez. 2003                         |
| 16         | 16        | Schatten der Vergangenheit  | Clare de Lune                      | – | 27. Feb. 2003        | 17. Dez. 2003                         |
| 17         | 17        | Kam Li                      | Kam Li                             | – | 13. März 2003        | 14. Jan. 2004                         |
| 18         | 18        | Die Quelle                  | The Source                         | – | 3. Apr. 2003         | 28. Jan. 2004                         |
| 19         | 19        | Ein Sieg für die Menschheit | Victory for Humanity               | – | 10. Apr. 2003        | 4. Feb. 2004                          |
| 20         | 20        | Der Champ                   | No Mas                             | – | 24. Apr. 2003        | 11. Feb. 2004                         |
| 21         | 21        | Alte Wunden                 | Are You Now Or Have You Ever Been? | – | 1. Mai 2003          | 18. Feb. 2004                         |
| 22         | 22        | Der lange Abschied (1)      | Fall Out (1)                       | – | 8. Mai 2003          | 25. Feb. 2004                         |
| 23         | 23        | Der lange Abschied (2)      | Fall Out (2)                       | – | 15. Mai 2003         | 3. März 2004                          |

## Staffel 2
Die Erstausstrahlung der zweiten Staffel wurde vom 25. September 2003 bis 20. Mai 2004 auf dem amerikanischen Sender CBS gesendet. Die deutschsprachige Erstausstrahlung sendete Kabel eins vom 9. Juni 2004 bis 12. November 2004.
| Nr. (ges.) | Nr. (St.) | Deutscher Titel                | Originaltitel          | Zusammenfassung                                                                                           | Erstausstrahlung USA | Deutschsprachige Erstausstrahlung (D) |
| ---------- | --------- | ------------------------------ | ---------------------- | --- | -------------------- | ------------------------------------- |
| 24         | 1         | In kalter Absicht              | The Bus                | Ein Schulbus wird entführt. Die Entführer machen mehr und mehr ihre Forderung nach dem Lösegeld deutlich. | 25. Sep. 2003        | 9. Juni 2004                          |
| 25         | 2         | … und vergib uns unsere Schuld | Revelations            | – | 2. Okt. 2003         | 11. Juni 2004                         |
| 26         | 3         | Lebenslügen                    | Confidence             | – | 9. Okt. 2003         | 18. Juni 2004                         |
| 27         | 4         | Das Wunderkind                 | Prodigy                | – | 23. Okt. 2003        | 25. Juni 2004                         |
| 28         | 5         | In seiner Hand                 | Copycat                | – | 30. Okt. 2003        | 2. Juli 2004                          |
| 29         | 6         | Eine ehrenwerte Stadt          | Our Sons and Daughters | – | 6. Nov. 2003         | 16. Juli 2004                         |
| 30         | 7         | Um jeden Preis                 | A Tree Falls           | – | 13. Nov. 2003        | 23. Juli 2004                         |
| 31         | 8         | Schutt und Asche               | Trip Box               | – | 20. Nov. 2003        | 30. Juli 2004                         |
| 32         | 9         | Die falsche Tochter            | Moving On              | – | 11. Dez. 2003        | 6. Aug. 2004                          |
| 33         | 10        | Verbotene Liebe                | Coming Home            | – | 18. Dez. 2003        | 13. Aug. 2004                         |
| 34         | 11        | Schmutziger Regen              | Exposure               | – | 8. Jan. 2004         | 9. Juli 2004                          |
| 35         | 12        | Fremde Stimmen                 | Hawks and Handsaws     | – | 15. Jan. 2004        | 20. Aug. 2004                         |
| 36         | 13        | Eine geregelte Entführung      | Life Rules             | – | 29. Jan. 2004        | 3. Sep. 2004                          |
| 37         | 14        | Das Komplott                   | The Line               | – | 5. Feb. 2004         | 27. Aug. 2004                         |
| 38         | 15        | Gnadenlos                      | Wannabe                | – | 12. Feb. 2004        | 10. Sep. 2004                         |
| 39         | 16        | Tempel der Absolution          | Risen                  | – | 19. Feb. 2004        | 17. Sep. 2004                         |
| 40         | 17        | Der einsame Held               | Gung Ho                | – | 26. Feb. 2004        | 24. Sep. 2004                         |
| 41         | 18        | Späte Rache                    | Legacy                 | – | 11. März 2004        | 1. Okt. 2004                          |
| 42         | 19        | Doppelgänger                   | Doppelgänger           | – | 1. Apr. 2004         | 8. Okt. 2004                          |
| 43         | 20        | Zeit zu sterben                | Shadows                | – | 15. Apr. 2004        | 15. Okt. 2004                         |
| 44         | 21        | Der Vater                      | Two Families           | – | 29. Apr. 2004        | 22. Okt. 2004                         |
| 45         | 22        | Ende der Spielzeit             | The Season             | – | 6. Mai 2004          | 29. Okt. 2004                         |
| 46         | 23        | Die Adoption                   | Lost and Found         | – | 13. Mai 2004         | 5. Nov. 2004                          |
| 47         | 24        | Ein sicheres Versteck          | Bait                   | – | 20. Mai 2004         | 12. Nov. 2004                         |

## Staffel 3
Die Erstausstrahlung der dritten Staffel wurde vom 23. September 2004 bis 19. Mai 2005 auf dem amerikanischen Sender CBS gesendet. Die deutschsprachige Erstausstrahlung sendete Kabel eins vom 4. März 2005 bis 11. November 2005.
| Nr. (ges.) | Nr. (St.) | Deutscher Titel           | Originaltitel          | Zusammenfassung                                                                                      | Erstausstrahlung USA | Deutschsprachige Erstausstrahlung (D) |
| ---------- | --------- | ------------------------- | ---------------------- | --- | -------------------- | ------------------------------------- |
| 48         | 1         | Im Dunkel der Angst       | In the Dark            | – | 23. Sep. 2004        | 4. März 2005                          |
| 49         | 2         | Die Legion des Kreuzes    | Thou Shalt Not         | – | 7. Okt. 2004         | 11. März 2005                         |
| 50         | 3         | Von einem anderen Stern   | Light Years            | – | 14. Okt. 2004        | 18. März 2005                         |
| 51         | 4         | Eine unglückliche Familie | Upstairs Downstairs    | – | 21. Okt. 2004        | 1. Apr. 2005                          |
| 52         | 5         | Die amerikanische Göttin  | American Goddess       | – | 28. Okt. 2004        | 8. Apr. 2005                          |
| 53         | 6         | Pakt mit dem Teufel (1)   | Nickel and Dimed (1)   | Eine junge Mutter verschwindet, nachdem sie ihren dreijährigen Sohn mit dem Babysitter allein lässt. | 4. Nov. 2004         | 15. Apr. 2005                         |
| 54         | 7         | Pakt mit dem Teufel (2)   | Nickel and Dimed (2)   | – | 11. Nov. 2004        | 22. Apr. 2005                         |
| 55         | 8         | Bruderliebe               | Doppelgänger II        | – | 18. Nov. 2004        | 29. Apr. 2005                         |
| 56         | 9         | Der Verrat                | Trials                 | – | 25. Nov. 2004        | 6. Mai 2005                           |
| 57         | 10        | Malone gegen Malone       | Malone v. Malone       | – | 9. Dez. 2004         | 13. Mai 2005                          |
| 58         | 11        | Reifeprüfung              | 4.0                    | – | 6. Jan. 2005         | 20. Mai 2005                          |
| 59         | 12        | Kain und Abel             | Penitence              | – | 13. Jan. 2005        | 27. Mai 2005                          |
| 60         | 13        | Der erste Verdacht        | Volcano                | – | 3. Feb. 2005         | 2. Sep. 2005                          |
| 61         | 14        | Tödliche Spiele           | Neither Rain Nor Sleet | – | 10. Feb. 2005        | 9. Sep. 2005                          |
| 62         | 15        | Partygirl                 | Party Girl             | – | 17. Feb. 2005        | 16. Sep. 2005                         |
| 63         | 16        | Der gejagte Vater         | Manhunt                | – | 24. Feb. 2005        | 23. Sep. 2005                         |
| 64         | 17        | Mädchenhandel             | Lone Star              | – | 10. März 2005        | 30. Sep. 2005                         |
| 65         | 18        | Verwandlungen             | Transitions            | – | 31. März 2005        | 7. Okt. 2005                          |
| 66         | 19        | Hokus Pokus               | Second Sight           | – | 14. Apr. 2005        | 14. Okt. 2005                         |
| 67         | 20        | Der schwarze Mann         | The Bogie Man          | – | 4. Mai 2005          | 21. Okt. 2005                         |
| 68         | 21        | Auf Bewährung             | Off the Tracks         | – | 5. Mai 2005          | 28. Okt. 2005                         |
| 69         | 22        | Spiegel der Seele         | John Michaels          | – | 12. Mai 2005         | 4. Nov. 2005                          |
| 70         | 23        | Schmutziges Spiel         | Endgame                | – | 19. Mai 2005         | 11. Nov. 2005                         |

## Staffel 4
Die Erstausstrahlung der vierten Staffel wurde vom 29. September 2005 bis 18. Mai 2006 auf dem amerikanischen Sender CBS gesendet. Die deutschsprachige Erstausstrahlung sendete zunächst Kabel eins vom 3. März 2006 bis 26. Mai 2006, je dann Sat.1 vom 18. Januar 2007 bis 15. März 2007 übernahm.
| Nr. (ges.) | Nr. (St.) | Deutscher Titel        | Originaltitel       | Zusammenfassung                                                                                                   | Erstausstrahlung USA | Deutschsprachige Erstausstrahlung (D) |
| ---------- | --------- | ---------------------- | ------------------- | --- | -------------------- | ------------------------------------- |
| 71         | 1         | Showdown               | Showdown            | – | 29. Sep. 2005        | 3. März 2006                          |
| 72         | 2         | In Sicherheit          | Safe                | – | 6. Okt. 2005         | 10. März 2006                         |
| 73         | 3         | Schmutzige Absichten   | From the Ashes      | – | 13. Okt. 2005        | 17. März 2006                         |
| 74         | 4         | Blackout               | Lost Time           | – | 20. Okt. 2005        | 24. März 2006                         |
| 75         | 5         | Ehrenpflichten         | Honor Bound         | – | 27. Okt. 2005        | 31. März 2006                         |
| 76         | 6         | Tag der Toten          | Viuda Negra         | – | 3. Nov. 2005         | 7. Apr. 2006                          |
| 77         | 7         | Verletzte Seelen       | The Innocents       | – | 10. Nov. 2005        | 14. Apr. 2006                         |
| 78         | 8         | Nacht der Wahrheit     | A Day in the Life   | – | 17. Nov. 2005        | 21. Apr. 2006                         |
| 79         | 9         | Freier Fall            | Freefall            | – | 24. Nov. 2005        | 28. Apr. 2006                         |
| 80         | 10        | Tiefe Dunkelheit       | When Darkness Falls | – | 8. Dez. 2005         | 5. Mai 2006                           |
| 81         | 11        | Tödliche Beichte       | Blood Out           | – | 5. Jan. 2006         | 12. Mai 2006                          |
| 82         | 12        | Patient X              | Patient X           | – | 19. Jan. 2006        | 19. Mai 2006                          |
| 83         | 13        | Wut                    | Rage                | – | 26. Jan. 2006        | 26. Mai 2006                          |
| 84         | 14        | Gewinner und Verlierer | Odds or Evens       | – | 2. Feb. 2006         | 18. Jan. 2007                         |
| 85         | 15        | Der Fremde             | The Stranger        | – | 9. Feb. 2006         | 4. Jan. 2007                          |
| 86         | 16        | Die Entführung         | The Little Things   | – | 2. März 2006         | 25. Jan. 2007                         |
| 87         | 17        | Angstzustände          | Check Your Head     | – | 9. März 2006         | 11. Jan. 2007                         |
| 88         | 18        | Am Scheideweg          | The Road Home       | – | 30. März 2006        | 1. Feb. 2007                          |
| 89         | 19        | Guter Hoffnung         | Expectations        | – | 13. Apr. 2006        | 8. Feb. 2007                          |
| 90         | 20        | Lebensretter           | More Than This      | – | 20. Apr. 2006        | 15. Feb. 2007                         |
| 91         | 21        | Unter Druck            | Shattered           | – | 27. Apr. 2006        | 22. Feb. 2007                         |
| 92         | 22        | Requiem                | Requiem             | Das Team sucht nach dem verschwundenen Ted Jordano und seinen Teenagerkindern. Deren Haus ist ein wahres Blutbad. | 4. Mai 2006          | 1. März 2007                          |
| 93         | 23        | Der Wert eines Lebens  | White Balance       | – | 11. Mai 2006         | 19. Apr. 2007                         |
| 94         | 24        | Die Geiselnahme        | Crossroads          | – | 18. Mai 2006         | 15. März 2007                         |

## Staffel 5
Die Erstausstrahlung der fünften Staffel wurde vom 24. September 2006 bis 10. Mai 2007 auf dem amerikanischen Sender CBS gesendet. Die deutschsprachige Erstausstrahlung startete am 31. Mai 2007 auf dem deutschen Sender Sat.1 und wurde ab dem 7. Januar 2008 auf kabel eins fortgesetzt.
| Nr. (ges.) | Nr. (St.) | Deutscher Titel         | Originaltitel           | Zusammenfassung | Erstausstrahlung USA | Deutschsprachige Erstausstrahlung (D) |
| ---------- | --------- | ----------------------- | ----------------------- | --- | -------------------- | ------------------------------------- |
| 95         | 1         | Der falsche Vater       | Stolen                  | – | 24. Sep. 2006        | 31. Mai 2007                          |
| 96         | 2         | Das geheime Zimmer      | Candy                   | – | 1. Okt. 2006         | 22. März 2007                         |
| 97         | 3         | Der Notruf              | 911                     | – | 8. Okt. 2006         | 29. März 2007                         |
| 98         | 4         | Die große Lüge          | All for One             | – | 15. Okt. 2006        | 7. Juni 2007                          |
| 99         | 5         | Eine Sekunde zu spät    | The Damage Done         | – | 22. Okt. 2006        | 10. Mai 2007                          |
| 100        | 6         | Die Ruhe vor dem Sturm  | The Calm Before         | – | 29. Okt. 2006        | 24. Mai 2007                          |
| 101        | 7         | Die Sünden der anderen  | All the Sinners, Saints | – | 5. Nov. 2006         | 14. Juni 2007                         |
| 102        | 8         | Der Spieler             | Win Today               | – | 12. Nov. 2006        | 21. Juni 2007                         |
| 103        | 9         | Zum Wohl des Kindes     | Watch Over Me           | – | 19. Nov. 2006        | 4. Okt. 2007                          |
| 104        | 10        | Am Ende des Weges       | The Thing With Feathers | – | 3. Dez. 2006         | 11. Okt. 2007                         |
| 105        | 11        | Falsches Spiel          | Fade-Away               | – | 10. Dez. 2006        | 18. Okt. 2007                         |
| 106        | 12        | Abgestürzt              | Tail Spin               | – | 7. Jan. 2007         | 25. Okt. 2007                         |
| 107        | 13        | Das Wettessen           | Eating Away             | – | 14. Jan. 2007        | 1. Nov. 2007                          |
| 108        | 14        | Die Brücke              | Primed                  | – | 21. Jan. 2007        | 8. Nov. 2007                          |
| 109        | 15        | Beste Freunde           | Desert Springs          | – | 18. Feb. 2007        | 7. Jan. 2008                          |
| 110        | 16        | Ohne Dich               | Without You             | – | 4. März 2007         | 7. Jan. 2008                          |
| 111        | 17        | Tiefe Wasser            | Deep Water              | – | 11. März 2007        | 21. Jan. 2008                         |
| 112        | 18        | Der Brief               | Connections             | – | 18. März 2007        | 14. Jan. 2008                         |
| 113        | 19        | Dunkles Geheimnis       | At Rest                 | Sams dunkelste Geheimnisse kommen ans Licht. Ihre Schwester wird entführt und Sam entscheidet sich dafür, ohne die Hilfe des Teams nach ihr zu suchen. | 25. März 2007        | 14. Jan. 2008                         |
| 114        | 20        | Unter die Haut          | Skin Deep               | – | 8. Apr. 2007         | 28. Jan. 2008                         |
| 115        | 21        | Verabredung zum Sterben | Crash and Burn          | – | 15. Apr. 2007        | 4. Feb. 2008                          |
| 116        | 22        | Im Namen der Liebe      | One and Only            | – | 29. Apr. 2007        | 11. Feb. 2008                         |
| 117        | 23        | Gegen den Rest der Welt | Two of Us               | – | 6. Mai 2007          | 18. Feb. 2008                         |
| 118        | 24        | In der Hölle            | The Beginning           | – | 10. Mai 2007         | 25. Feb. 2008                         |

## Staffel 6
Die Erstausstrahlung der sechsten Staffel wurde vom 27. September 2007 bis 15. Mai 2008 auf dem amerikanischen Sender CBS gesendet. Die deutschsprachige Erstausstrahlung sendete Kabel eins.
| Nr. (ges.) | Nr. (St.) | Deutscher Titel       | Originaltitel        | Zusammenfassung                                                                                       | Erstausstrahlung USA | Deutschsprachige Erstausstrahlung (D) |
| ---------- | --------- | --------------------- | -------------------- | --- | -------------------- | ------------------------------------- |
| 119        | 1         | Die Söhne Afrikas     | Lost Boy             | – | 27. Sep. 2007        | 3. März 2008                          |
| 120        | 2         | Säuberungsaktionen    | Clean Up             | – | 4. Okt. 2007         | 10. März 2008                         |
| 121        | 3         | Ohne Hoffnung         | Res Ipsa             | – | 11. Okt. 2007        | 17. März 2008                         |
| 122        | 4         | Altlasten             | Baggage              | – | 25. Okt. 2007        | 24. März 2008                         |
| 123        | 5         | Angst                 | Run                  | – | 1. Nov. 2007         | 31. März 2008                         |
| 124        | 6         | Jagdlust              | Where & Why          | – | 8. Nov. 2007         | 27. Juni 2009                         |
| 125        | 7         | Absalom               | Absalom              | – | 15. Nov. 2007        | 7. Apr. 2008                          |
| 126        | 8         | Der Kämpfer           | Fight/Flight         | – | 22. Nov. 2007        | 14. Apr. 2008                         |
| 127        | 9         | Eine falsche Bewegung | One Wrong Move       | – | 6. Dez. 2007         | 21. Apr. 2008                         |
| 128        | 10        | Das perfekte System   | Claus and Effect     | – | 13. Dez. 2007        | 28. Apr. 2008                         |
| 129        | 11        | Das Leben der Anderen | 4G                   | – | 10. Jan. 2008        | 5. Mai 2008                           |
| 130        | 12        | Unter Beschuss        | Article 32           | – | 17. Jan. 2008        | 12. Mai 2008                          |
| 131        | 13        | Leben oder Tod        | Hard Reset           | – | 3. Apr. 2008         | 11. Juli 2009                         |
| 132        | 14        | Neuanfang             | A Bend In the Road   | – | 10. Apr. 2008        | 18. Juli 2009                         |
| 133        | 15        | Déjà-vu               | Deja Vu              | – | 24. Apr. 2008        | 25. Juli 2009                         |
| 134        | 16        | Der Traum vom Geld    | A Dollar and a Dream | Der aktuelle Lotteriegewinner verschwindet. Das Team arbeitet daran, die Gründe dafür herauszufinden. | 1. Mai 2008          | 1. Aug. 2009                          |
| 135        | 17        | Schuldgefühle         | Driven               | – | 8. Mai 2008          | 8. Aug. 2009                          |
| 136        | 18        | Malone                | Satellites           | – | 15. Mai 2008         | 15. Aug. 2009                         |

## Staffel 7
Die Erstausstrahlung der siebten Staffel wurde vom 23. September 2008 bis 19. Mai 2009 auf dem amerikanischen Sender CBS gesendet. Die deutschsprachige Erstausstrahlung sendete der deutsche Pay-TV-Sender TNT Serie vom 7. August bis 23. Oktober 2009.
| Nr. (ges.) | Nr. (St.) | Deutscher Titel         | Originaltitel                      | Zusammenfassung | Erstausstrahlung USA | Deutschsprachige Erstausstrahlung (D) |
| ---------- | --------- | ----------------------- | ---------------------------------- | --- | -------------------- | ------------------------------------- |
| 137        | 1         | Weiterleben             | Closure                            | – | 23. Sep. 2008        | 7. Aug. 2009                          |
| 138        | 2         | Das Apartment           | 22 × 42                            | – | 30. Sep. 2008        | 7. Aug. 2009                          |
| 139        | 3         | Die Sünden der Väter    | Last Call                          | – | 14. Okt. 2008        | 14. Aug. 2009                         |
| 140        | 4         | Richtig oder Falsch     | True/False                         | – | 21. Okt. 2008        | 14. Aug. 2009                         |
| 141        | 5         | 20 Minuten              | Rise and Fall                      | – | 28. Okt. 2008        | 21. Aug. 2009                         |
| 142        | 6         | Bittere Reue            | Live to Regret                     | – | 11. Nov. 2008        | 21. Aug. 2009                         |
| 143        | 7         | Rachefeldzug            | Rewind                             | – | 18. Nov. 2008        | 28. Aug. 2009                         |
| 144        | 8         | Keine zweite Chance     | Better Angels                      | – | 25. Nov. 2008        | 28. Aug. 2009                         |
| 145        | 9         | Hart auf hart           | Push Comes to Shove                | – | 2. Dez. 2008         | 4. Sep. 2009                          |
| 146        | 10        | Der Wettermann          | Cloudy With a Chance of Gettysburg | – | 16. Dez. 2008        | 4. Sep. 2009                          |
| 147        | 11        | Familie gesucht         | Wanted                             | – | 6. Jan. 2009         | 11. Sep. 2009                         |
| 148        | 12        | Erhörte Gebete          | Believe Me                         | – | 13. Jan. 2009        | 11. Sep. 2009                         |
| 149        | 13        | Das Verhör              | Once Lost                          | – | 27. Jan. 2009        | 18. Sep. 2009                         |
| 150        | 14        | Freunde und Nachbarn    | Friends and Neighbors              | – | 3. Feb. 2009         | 18. Sep. 2009                         |
| 151        | 15        | Chamäleon               | Chameleon                          | – | 10. Feb. 2009        | 25. Sep. 2009                         |
| 152        | 16        | Leichen im Keller       | Skeletons                          | – | 17. Feb. 2009        | 25. Sep. 2009                         |
| 153        | 17        | Der Prozess             | Voir Dire                          | – | 17. März 2009        | 2. Okt. 2009                          |
| 154        | 18        | Verhängnisvolle Affären | Daylight                           | – | 31. März 2009        | 2. Okt. 2009                          |
| 155        | 19        | Russische Seelen        | Heartbeats                         | – | 7. Apr. 2009         | 9. Okt. 2009                          |
| 156        | 20        | Harte Landung           | Hard Landing                       | – | 14. Apr. 2009        | 9. Okt. 2009                          |
| 157        | 21        | Die Enthüllung          | Labyrinths                         | – | 28. Apr. 2009        | 16. Okt. 2009                         |
| 158        | 22        | Die Geisterbraut        | Devotion                           | – | 5. Mai 2009          | 16. Okt. 2009                         |
| 159        | 23        | Spätes Geständnis       | True                               | Als Hannahs Freund von einem Aufenthalt in New York nicht wieder zurückkehrt, zögert Jack zunächst dem Team diesen Fall zuzuteilen. | 12. Mai 2009         | 23. Okt. 2009                         |
| 160        | 24        | Unter Wasser            | Undertow                           | – | 19. Mai 2009         | 23. Okt. 2009                         |